# Julija Konowałowa
Julija Konowałowa, ros. Юлия Коновалова (ur. 1 grudnia 1990) – rosyjska sztangistka, wicemistrzyni Europy.
Startuje w kategorii wagowej powyżej 75 kg. Jest srebrną medalistką mistrzostw Europy z Antalyi (2012). 

## Osiągnięcia
| Rok  | Zawody             | Miasto  | Miejsce | Kategoria     | Wynik  |
| ---- | ------------------ | ------- | ------- | ------------- | ------ |
| 2012 | Mistrzostwa Europy | Antalya | 2.      | powyżej 75 kg | 274 kg |